# Kuratica
Kuratica (maced. Куратица) – wieś w południowo-zachodniej Macedonii Północnej, w gminie Ochryda.